# Chobi
För andra betydelser, se Chobi (olika betydelser).

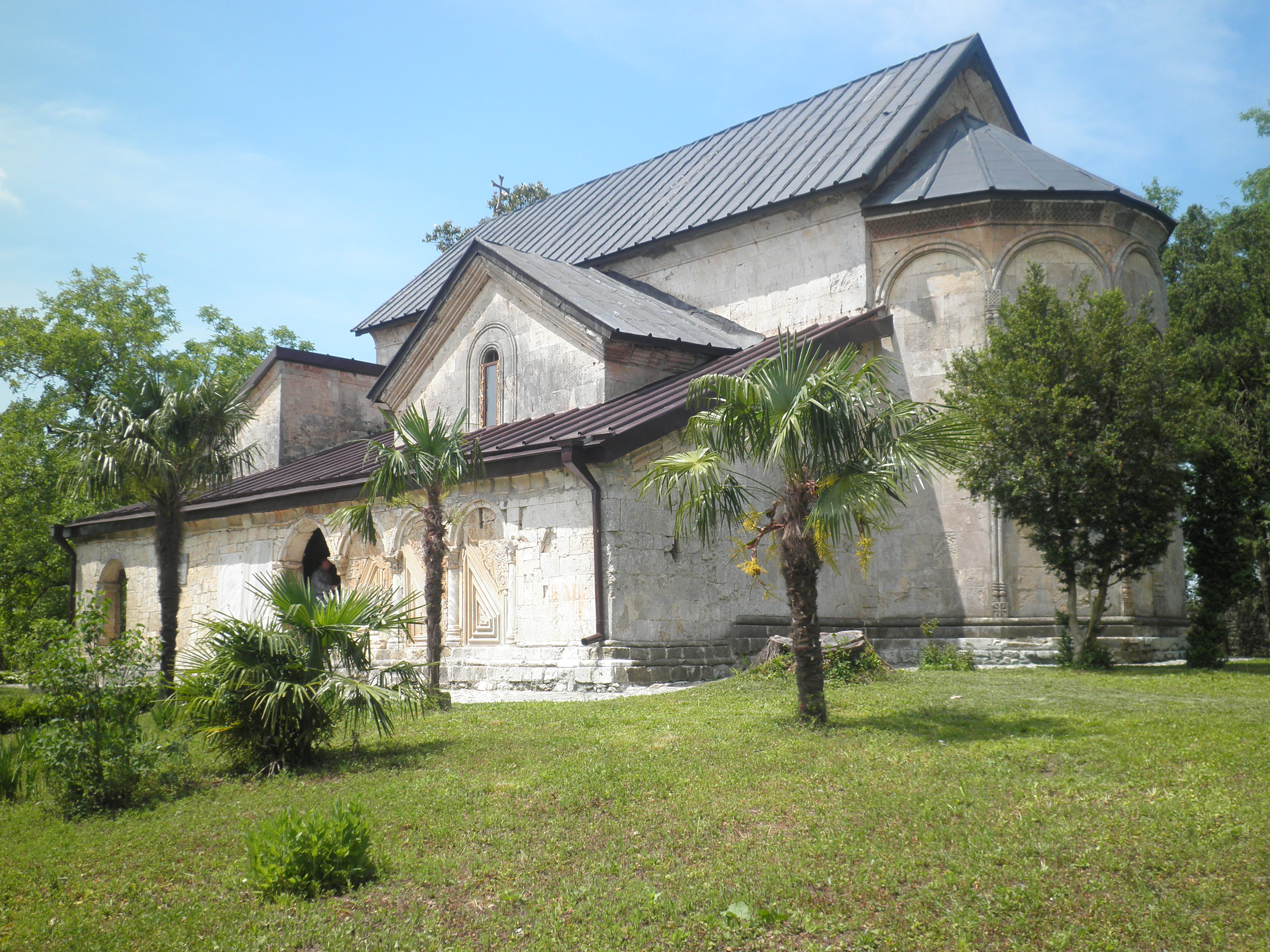
Chobis kloster.

Chobi (georgiska: ხობი) är en stad i västra Georgien, belägen i regionen Megrelien-Övre Svanetien. År 2014 hade Chobi 4 242 invånare. Chobi fick sin stadsstatus år 1981 och är administrativt centrum för Chobidistriktet. Från orten kommer Pirveli Liga-klubben Kolcheti Chobi.